# 董寅初
董寅初（1915年9月20日—2009年6月23日），生于安徽省肥西县，中华人民共和国政治人物，原副国级领导人。中国致公党中央前主席、中央名誉主席、全国人大常委、全国政协副主席。

## 生平
董寅初的祖父董履高是淮军将领。董寅初生于今安徽省合肥市肥西县三河镇董家圩（董大房子）。
幼年生活在苏州，中学时代曾就读于苏州东吴大学附中和上海光华大学附中。在苏州东吴大学附中时，与蔣緯國同班。“九·一八”事变后，董寅初参加了抗日救亡运动。1934年考进了上海交通大学，攻读实业管理。抗日战争时期，1938年在上海交通大学毕业，后分配去香港邮政汇金局，兼任《大美晚报》、《申报》翻译、编辑。
1939年8月，应印尼雅加达《天声日报》任编辑。1940年后办了《朝报》，任经理兼总编辑，同爱国华侨陈嘉庚办的《南洋商报》等一起，共同进行抗日救国的宣传，在华侨救亡运动中发挥了巨大的推动作用。期间，与杨度的女儿结婚。1942年太平洋战争爆发后日军侵占印尼，因从事抗日救亡活动被捕。1945年日本投降后，始恢复自由，为促进华侨社会的团结，共同建立了中华侨团总会，并担任常务委员、总干事兼治安委员会总会主任，积极保护华侨安全。
第二次国共内战时期，1947年回国，任上印尼建源股份上海分公司总经理，上海中国酒精厂经理。中华人民共和国成立后，先后任上海外留合营总公司副经理，上海溶剂厂经理，上海市贸易促进会副主任，华建公司董事长、总经理等。1956年，担任上海市侨联副主席。1976年后，历任上海市人大常委会委员，上海市政协常委、副主席，上海市归国华侨联合会副主席、主席、名誉主席，中华全国归国华侨联合会常委、顾问，上海市海外联谊会名誉顾问，上海市工商业联合会顾问，中国和平统一促进会顾问等职。
1980年加入在上海新建的致公党，12月被选为上海致公党市委主任委员。1983年任上海市政协副主席，并担任致公党中央副主席。1986年担任全国人大常委兼外事联络委员，第七届全国人民代表大会常务委员会委员。1988年4月当选为中国致公党中央代主席。1988年12月后，先后当选为致公党第九届、第十届中央主席。是中国人民政治协商会议第五届全国委员会委员、第六届常务委员，1993年3月当选为中国人民政治协商会议第八屆全国委员会副主席。1997年11月，被推举为致公党中央名誉主席。
2009年6月23日，在上海华东医院去世。